# ظهور و سقوط رایش سوم
ظهور و سقوط رایش سوم (به انگلیسی: The Rise and Fall of the Third Reich) کتابی تاریخی اثر روزنامه‌نگار و تاریخدان آمریکایی ویلیام شایرر (William L. Shirer) است. چاپ اول کتاب به سال ۱۹۶۰، وقایع سال‌های ۱۹۳۳ تا ۱۹۴۵ اروپا و خصوصاً حزب نازی و ارتش آلمان را گزارش می‌کند. شایرر قبل از شروع جنگ و در دوران جنگ جهانی دوم خبرنگاری مجلاتی همچون شیکاگو تریبون را در اروپا برعهده داشت و در طول جنگ نیز تهیهٔ گزارش‌های رادیویی برای سی بی اس را برعهده داشت. علاوه بر این، مطالعه اسناد سری کشف شده دولت رایش سوم، از جمله اسناد و مکاتبات نیروی دریایی آلمان و دفتر خاطرات شخصی تعدادی از ژنرال‌های ارتش آلمان، این امکان را برای او ایجاد کرد تا کتابی تاریخی بر پایهٔ اسناد معتبر و وقایع و اخبار دست اول تهیه کند.

## موضوع‌های کتاب
این کتاب حاوی بخش‌های مفصلی در مورد زندگی و جوانی هیتلر، تحولات و نمو حزب نازی، کسب قدرت سیاسی توسط حزب نازی و شخص هیتلر، وضعیت جامعهٔ آلمان قبل و بعد از سلطهٔ نازیسم، وقایع منجر به آغاز جنگ جهانی، عملیات نظامی ارتش‌های متفقین و دول محور و همچنین تلاشهای مردم و ارتش آلمان در راستای رهایی از یوغ نازیسم می‌باشد.

## نقد کتاب
مطالب کتاب به صورت حقیقت‌گرا و بر پایهٔ سند و مدرک معتبر بیان شده‌اند و تصمیم نهایی را به عهدهٔ خواننده گذاشته‌است و هیچ‌یک از حوادث، صحنه‌ها یا نقل قول‌ها زادهٔ تصور نویسنده نیست و بر پایهٔ مدارک، گواهی شاهدان عینی یا مشاهدات شخصی نویسنده است.
شایرر از معدود کسانی بوده که بعد از جنگ به او اجازه داده شد تا به مستندات نازی‌ها دسترسی داشته باشد. او حتی در دادگاه نورنبرگ هم (هنگام کیفرخواست علیه سران حزب نازی) حضور داشت.

## ترجمهٔ فارسی
این کتاب در ایران به ترجمه ابوطالب صارمی و کاوه دهگان به چاپ رسیده‌است.